# NGC 936
NGC 936 je spirální galaxie s příčkou v souhvězdí Velryby, kterou objevil William Herschel 6. ledna 1785.
Od Země je vzdálená přibližně 92 milionů světelných let a je hlavním členem skupiny galaxií, která dostala označení LGG 60. Tato skupina pravděpodobně leží nedaleko od Skupiny galaxií M 77.
Tato galaxie na obloze leží asi 3° jihozápadně od hvězdy δ Ceti. Jako slabá skvrnka může být viditelná i menšími hvězdářskými dalekohledy. Její výraznou vlastností je dlouhá a mohutná galaktická příčka.
Na východě s touto galaxií sousedí NGC 941.
V roce 2003 byla v NGC 936 pozorována supernova s hvězdnou velikostí 14, která dostala označení SN 2003gs.
Tato supernova vynikala svým velmi rychlým průběhem.